# ویلیام آلیس
 ویلیام آلیس (انگلیسی: William Allis؛ زاده ۱۹۰۱ درگذشته ۵ مارس ۱۹۹۹) یک فیزیک‌دان بود.